# Восточне (Макаровський міський округ)
Восточне (рос. Восточное) — село у Макаровському міському окрузі Сахалінської області Російської Федерації.
Населення становить 430 осіб (2013).

## Історія
З 1905 по 3 вересня 1945 року у складі губернаторства Карафуто Японії, відтак у складі Макаровського міського округу Сахалінської області.

## Населення
| 1925 | 1935  | 1959  | 1970 | 1979 | 1989 | 2002 |
| ---- | ----- | ----- | ---- | ---- | ---- | ---- |
| 1983 | ↗2285 | ↘2224 | ↘918 | ↘868 | ↘640 | ↘482 |
| 2010 | 2013  |       |      |      |      |      |
| ↘458 | ↘430  |       |      |      |      |      |